# Johanna Kontaová
Johanna Kontaová, nepřechýleně Konta (* 17. května 1991 Sydney) je bývalá britská profesionální tenistka australského a maďarského původu. Ve své kariéře na okruhu WTA Tour vyhrála čtyři singlové turnaje, včetně Miami Open 2017 z kategorie Premier Mandatory. V rámci okruhu ITF získala jedenáct titulů ve dvouhře a čtyři ve čtyřhře.
Na žebříčku WTA byla ve dvouhře nejvýše klasifikována v červenci 2017 na 4. místě a ve čtyřhře pak v srpnu 2016 na 88. místě.
Od ledna 2011 trénovala v anglické Weybridge Tennis Academy pod vedením Justina Sherringa a ještě předtím hrála v texaské Roddick Lavalle Academy. Na sezónu 2017 se připravovala v Národním tenisovém centru v Roehamptonu. Jejím koučem je Dimitri Zavialoff. Dříve tuto roli plnili Wim Fissette (2016–2017), Michael Joyce (2017–2018), José Manuel García (2015–2016) či Andrew Fitzpatrick. V prosinci 2016 ukončila spolupráci s trenérem Estebanem Carrilem, který ji dovedl do elitní světové desítky.
V letech 2008–2012 reprezentovala rodnou Austrálii. Od května 2012, kdy získala britské občanství, nastupovala za Spojené království. První zápas v hlavní soutěži WTA Tour odehrála v červnu 2011, když v úvodním kole kodaňského turnaje e-Boks Sony Ericsson Open podlehla čtvrté nasazené a pozdější finalistce Lucii Šafářové, v utkání trvajícím více než dvě a půl hodiny.
V britském fedcupovém týmu debutovala v roce 2013 utkáním základního bloku 1. skupiny zóny Evropy a Afriky proti Bosně a Hercegovině, v němž vyhrála s Robsonovou čtyřhru. Do srpna 2021 v soutěži nastoupila k dvaceti čtyřem mezistátním utkáním s bilancí 18–7 ve dvouhře a 2–3 ve čtyřhře.
Velkou Británii reprezentovala na Letních olympijských hrách 2016 v Riu de Janeiru, kde v ženské dvouhře skončila jako desátá nasazená ve čtvrtfinále na raketě Němky Angelique Kerberové. Do ženské čtyřhry nastoupila s Heather Watsonovou. Soutěž opustily po prohře ve 2. kole od tchajwanského sesterského páru Čan Chao-čching a Čan Jung-žan.
Ženská tenisová asociace ji v roce 2016 vyhlásila hráčkou s největším zlepšením.
Narodila se v Sydney do maďarské rodiny Gábora a Gabrielly Kontaových. Hovoří anglicky a maďarsky.
Konec profesionální kariéry oznámila 1. prosince 2021 na sociálních sítích.

## Tenisová kariéra
Na Australian Open 2016 se probojovala do semifinále, v němž nestačila na sedmou nasazenou Němku a pozdější vítězku Angelique Kerberovou po dvousetovém průběhu. Do této fáze grandslamu postoupila jako první Britka od US Open 1983, kdy mezi poslední čtveřici hráček pronikla Jo Durieová.
Do Wimbledon 2016u vstupovala v roli šestnácté nasazené, čímž se stala první nasazenou Britkou na londýnském majoru od roku 1984. Po úvodní výhře nad Portoričankou Mónicou Puigovou ji poté vyřadila kanadská finalistka z roku 2014 Eugenie Bouchardová.
První kariérní titul si připsala v červenci 2016  na Bank of the West Classic, když ve finále zdolala turnajovou jedničku aVenus Williamsovou ve třech setech.
V semifinále říjnového China Open 2016 posedmé zdolala hráčku první desítky světové klasifikace, když vyřadila Američanku Madison Keysovou. Postup do druhého kariérního finále na okruhu WTA Tour jí zajistil posun na 9. místo žebříčku WTA, v jeho vydání z 10. října 2016. Ve dvaceti pěti letech se tak stala první Britkou v elitní světové desítce od roku 1984 a Jo Durieové. Ženská tenisová asociace její sezónu zhodnotila jako nejpřekvapivější vzestup roku 2016. V boji o titul však za 1 hodinu a 36 minut podlehla třetí nasazené Polce Agnieszce Radwańské po dvousetovém průběhu. Sezónu zakončila v první desítce žebříčku WTA na 10. místě.
Druhým kariérním titulem otevřela sezónu 2017, když v Sydney oplatila pekingskou porážku Radwańské. Největší kariréní titul získala na Miami Open 2017, kde ve finále porazila Caroline Wozniackou. Zisk 1 000 bodů jí po turnaji zajistil posun na kariérní žebříčkové maximum, když z 11. příčky postoupila zpět do elitní světové desítky na 7. místo. Z prvního finálového utkání na trávě v Nottinghamu odešla poražena od Donny Vekićové. Následně v Eastbourne poprvé v kariéře porazila úřadující světovou jedničkou, když ve čtvrtfinále porazila Angelique Kerberovou, přestože v utkání bolestivě upadla. K následnému utkání už nenastoupila. Přesto byla ve Wimbledonu brána jako jedna z favoritek. Po čtvrtfinálové výhře nad Halepovou, které znemožnila stát se světovou jedničkou, postoupila jako první Britka do semifinále londýnského majoru od roku 1978. V boji o finále nestačila na Venus Williamsovou. Přesto se po turnaji stala světovou čtyřkou, čímž vylepšila své kariérní maximum.
Poprvé do boje o antukový titul postoupila v dubnu 2019 v Rabatu. V něm neudržela vedení o set a brejk a odešla poražena od Řekyně Marie Sakkariové. Do finále postoupila i v Římě, kde porazila dvě hráčky z první světové desítky – světovou osmičku Sloane Stephensovou  v prvním kole a čtyřku Kiki Bertensová v semifinále. Nad její síly byla ve finále Karolína Plíšková. Dobrou formu potvrdila na grandslamovém French Open 2019, přestože na pařížském majoru do té doby nevyhrála ani zápas. Ve čtvrtfinále porazila po dvou týdnech opět Stephensovou, díky čemuž se stala první Britkou v této fázi French Open od Jo Durieové v roce 1983. V semifinále nestačila v repríze římského čtvrtfinále na nenasazenou Češku Markétu Vondroušovou, přestože v obou setech vedla 5–3. Následně podruhé postoupila do čtvrtfinále Wimbledonu. Ve třetím kole potřetí porazila Stephensovou, a následně i světovou šestku Petru Kvitovou. Ve čtvrtfinále jí přehrála Barbora Strýcová. Třetí grandslamové čtvrtfinále v řadě a zároveň zkompletování účastí v této fázi všech grandslamů znamenal postup mezi osm nejlepších na US Open. V osmifinále porazila světovou trojku Karolínu Plíškovou, aby jí následně porazila Elina Svitolinová.

## Finále na okruhu WTA Tour
| Legenda                                          |
| ------------------------------------------------ |
| D – dvouhra; Č – čtyřhra                         |
| Grand Slam (0)                                   |
| Turnaj mistryň (0)                               |
| Premier Mandatory & Premier 5 / WTA 1000 (1–2 D) |
| Premier / WTA 500 (2–0 D)                        |
| International / WTA 250 (1–3 D)                  |

### Dvouhra: 9 (4–5)
| Stav       | č. | datum             | turnaj                         | povrch | soupeřka ve finále  | výsledek           |
| ---------- | -- | ----------------- | ------------------------------ | ------ | ------------------- | ------------------ |
| Vítězka    | 1. | 24. července 2016 | Stanford, Spojené státy        | tvrdý  | Venus Williamsová   | 7–5, 5–7, 6–2      |
| Finalistka | 1. | 9. října 2016     | Peking, ČLR                    | tvrdý  | Agnieszka Radwańská | 4–6, 2–6           |
| Vítězka    | 2. | 13. ledna 2017    | Sydney, Austrálie              | tvrdý  | Agnieszka Radwańská | 6–4, 6–2           |
| Vítězka    | 3. | 1. dubna 2017     | Miami, Spojené státy           | tvrdý  | Caroline Wozniacká  | 6–4, 6–3           |
| Finalistka | 2. | 19. června 2017   | Nottingham, Spojené království | tráva  | Donna Vekićová      | 6–2, 6–7(3–7), 5–7 |
| Finalistka | 3. | 18. června 2018   | Nottingham, Spojené království | tráva  | Ashleigh Bartyová   | 3–6, 6–3, 4–6      |
| Finalistka | 4. | 4. dubna 2019     | Rabat, Maroko                  | antuka | Maria Sakkariová    | 6–2, 4–6, 1–6      |
| Finalistka | 5. | 19. května 2019   | Řím, Itálie                    | antuka | Karolína Plíšková   | 3–6, 4–6           |
| Vítězka    | 4. | 13. června 2021   | Nottingham, Spojené království | tráva  | Čang Šuaj           | 6–2, 6–1           |

## Tituly na okruhu ITF
| Legenda                  |
| ------------------------ |
| D – dvouhra; Č – čtyřhra |
| 100 000 $ tournaments    |
| 75 000 $ tournaments     |
| 50 000 $ tournaments     |
| $25 000 $ tournaments    |
| 10 000 $ tournaments     |

| Finále dle povrchu    |
| --------------------- |
| tvrdý (8–2 D; 2–2 Č)  |
| antuka (3–1 D; 2–1 Č) |
| tráva (0–0)           |
| koberec (0–0)         |

### Dvouhra: (11–3)
| Stav       | č.  | datum             | turnaj                       | povrch        | soupeřka ve finále           | výsledek      |
| ---------- | --- | ----------------- | ---------------------------- | ------------- | ---------------------------- | ------------- |
| Vítězka    | 1.  | 5. května 2008    | Mostar, Bosna a Hercegovina  | antuka        | Janina Toljanová             | 6–3, 3–6, 6–4 |
| Finalistka | 1.  | 2. února 2009     | Sutton, Spojené království   | tvrdý (h)     | Katie O'Brienová             | 6–3, 2–6, 4–6 |
| Vítězka    | 2.  | 22. června 2009   | Waterloo, Kanada             | zelená antuka | Heidi El Tabakhová           | 6–2, 3–6, 6–3 |
| Vítězka    | 3.  | 10. května 2010   | Raleigh, Spojené státy       | zelená antuka | Lindsay Leeová-Watersová     | 6–2, 5–7, 6–4 |
| Vítězka    | 4.  | 16. srpna 2010    | Westende, Belgie             | tvrdý         | Nicky Van Dycková            | 6–1, 6–0      |
| Vítězka    | 5.  | 11. července 2011 | Woking, Spojené království   | tvrdý         | Laura Robsonová              | 6–4, 1–1skreč |
| Vítězka    | 6.  | 5. září 2011      | Madrid, Španělsko            | tvrdý         | Lucy Brownová                | 6–2, 6–1      |
| Vítězka    | 7.  | 6. února 2012     | Rancho Mirage, Spojené státy | tvrdý         | Lenka Wienerová              | 6–0, 6–4      |
| Finalistka | 2.  | 29. července 2012 | Lexington, Spojené státy     | tvrdý         | Julia Glušková               | 3–6, 0–6      |
| Vítězka    | 8.  | 22. července 2013 | Winnipeg, Kanada             | tvrdý         | Samantha Murrayová           | 6–3, 6–1      |
| Vítězka    | 9.  | 29. července 2013 | Vancouver, Kanada            | tvrdý         | Sharon Fichmanová            | 6–4, 6–2      |
| Finalistka | 3.  | 6. dubna 2015     | Jackson, Spojené státy       | antuka        | Anhelina Kalininová          | 3–6, 4–6      |
| Vítězka    | 10. | 20. července 2015 | Granby, Kanada               | tvrdý         | Stéphanie Foretzová Gaconová | 6–2, 6–4      |
| Vítězka    | 11. | 17. srpna 2015    | Vancouver, Kanada            | tvrdý         | Kirsten Flipkensová          | 6–2, 6–4      |

### Čtyřhra: (4–3)
| Stav       | č. | datum           | turnaj                         | povrch    | spoluhráčka       | soupeřky ve finále                           | výsledek         |
| ---------- | -- | --------------- | ------------------------------ | --------- | ----------------- | -------------------------------------------- | ---------------- |
| Vítězka    | 1. | 7. března 2011  | Irapuato, Mexiko               | Hard      | Tímea Babosová    | Macall Harkinsová Nicole Rotmannová          | 6–3, 6–4         |
| Finalistka | 1. | 19. září 2011   | Shrewsbury, Spojené království | tvrdý (h) | Amanda Elliottová | Maria João Köhlerová Katalin Marosiová       | 6–7(3–7), 1–6    |
| Finalistka | 2. | 12. května 2014 | Saint-Gaudens, Francie         | antuka    | Sharon Fichmanová | Verónica Cepedeová Roygová María Irigoyenová | 5–7, 3–6         |
| Finalistka | 3. | 16. února 2015  | Surprise, Spojené státy        | tvrdý     | Maria Sanchezová  | Jacqueline Caková Kaitlyn Christianová       | 4–6, 7–5, [7–10] |
| Vítězka    | 2. | 20. dubna 2015  | Dothan, Spojené státy          | antuka    | Maria Sanchezová  | Paula Cristina Gonçalvesová Petra Krejsová   | 6–3, 6–4         |
| Vítězka    | 3. | 4. května 2015  | Cagnes-sur-Mer, Francie        | antuka    | Laura Thorpeová   | Jocelyn Raeová Anna Smithová                 | 1–6, 6–4, [10–5] |
| Vítězka    | 4. | 17. srpna 2015  | Vancouver, Kanada              | tvrdý     | Maria Sanchezová  | Ioana Raluca Olaruová Anna Tatišviliová      | 7–6(7–5), 6–4    |

## Postavení na konečném žebříčku WTA

### Dvouhra
| Rok    | 2008 | 2009   | 2010   | 2011   | 2012   | 2013   | 2014   | 2015  | 2016  | 2017 | 2018  | 2019  | 2020  |
| Pořadí | 668. | ▲ 360. | ▲ 248. | ▼ 305. | ▲ 153. | ▲ 112. | ▲ 150. | ▲ 47. | ▲ 10. | ▲ 9. | ▼ 39. | ▲ 12. | ▼ 14. |

### Čtyřhra
| Rok    | 2008 | 2009 | 2010   | 2011   | 2012   | 2013   | 2014   | 2015   | 2016   | 2017   | 2018   | 2019   | 2020   |
| Pořadí | –    | 723. | ▲ 574. | ▲ 354. | ▼ 505. | ▲ 393. | ▲ 285. | ▲ 104. | ▼ 110. | ▼ 275. | ▲ 102. | ▼ 481. | ▲ 269. |